# Atkaracalar (stad)
Atkaracalar is de hoofdstad (İlçe Merkezi) van het gelijknamige district in de provincie Çankırı in het noorden Turkije. De plaats telt 5468 inwoners (2000).

## Verkeer en vervoer

### Wegen
Atkaracalar ligt aan de nationale weg D100.
Centrale districtsplaats (İlçe Merkezi): Atkaracalar
Gemeenten (Beldeler): Çardaklı
Dorpen (Köyler):
Bozkuş · Budakpınar · Demirli · Eyüpözü · Üyük · Ilıpınar · Kızılibrik · Kükürt · Susuz · Yakalı